# 西南杭子梢
西南杭子梢（学名：Campylotropis delavayi）为豆科杭子梢属下的一个种。

## 扩展阅读
維基物種上的相關：西南杭子梢